# ペルシャ・プリンセス
ペルシャ・プリンセス（Persian Princess）もしくはペルシャ・ミイラ（Persian Mummy）とは2000年10月、パキスタンのバローチスターン州で発見されたミイラ。
このミイラは当初、アケメネス朝ペルシャの王女のものと目され、世間の関心を引いた。しかし、さらなる調査ののち、ミイラは現代の偽物であるばかりか、殺人事件の被害者である可能性も高いことが発覚した。

## 発見
このミイラは2000年10月19日に発見された。当初、パキスタン政府はあるビデオテープの存在について注意していた。このビデオで、アリー・アクバル（Ali Aqbar）は一体のミイラを所持し、それを販売したいと述べていた。そしてアクバルは警察に突き止められ、ミイラがアフガニスタン国境付近のバローチスターン州カーラン（Kharan）の部族長ワリ・モハメド・リーキ（Wali Mohammed Reeki）の家にあると供述した。リーキはミイラがシャリーフ・シャー・バキー（Sharif Shah Bakhi）というイラン人からもらったもので、クエッタ付近で発生した地震の後バキーが入手したものであると主張した。このミイラは芸術品の闇市で600万ルピー（当時の為替レートで約1100万米ドル）で出品されていたことも判明し、リーキとアクバルはパキスタン文化財保護法違反の疑いで訴えられた。

## 鑑定
10月26日の記者会見で、イスラマバードのクエイド＝イ＝アザーム大学の考古学者アフマド・ハサン・ダニ（Ahmad Hasan Dani）はミイラが紀元前600年前後のある王女のもののようであると発表した。このミイラは古代エジプトの様式で包まれ、サルコファガスの中にある、楔形文字が彫られた金色の木棺の中に置かれていた。棺の外側には大きなファラヴァハルのシンボルが刻まれていた。ミイラの下にはロウと蜂蜜の層、上には石の板、額には金の冠があった。ミイラの胸の上にある金のプレートに刻まれた銘文によると、この女性はアケメネス朝の王クセルクセス1世の娘、ロードゥグーネ（Rhodugune）である。
考古学者は彼女がペルシャの王子と結婚したエジプトの王女、あるいはアケメネス朝ペルシャの初代国王・キュロス2世の娘であると推測した。しかし、ミイラの製作は古代エジプト以外でほとんど見られず、今回までペルシャの故地でミイラが見つけられたことは一件もなかった。

## 所有権論争
ミイラの存在が公表されると、イランとパキスタン両国の政府はたちまちその所有権について論争し始めた。イラン文化遺産機構は彼女がペルシャ王室の一員であると主張し、ミイラの返還を求めた。一方、パキスタンの文化財保護機関はミイラが自国境内で発見されたことを根拠として、パキスタンこそその所有権を持つと反論した。また、アフガニスタンのタリバンも所有権を主張した。クエッタの住民たちは警察がミイラを彼らに戻すべきであると求めた。
2000年11月、カラチのパキスタン国立博物館でこのミイラの展示が始まった。

## 疑惑
ペルシャ初のミイラについてのニュースが広がると、2000年3月にこのミイラに似た写真を見たアメリカの考古学者オスカー・ホワイト・マスカレラ（Oscar White Muscarella）はパキスタンへ見物に赴いた。ある匿名のパキスタン骨董商の仲立人であるアマノラー・リッギ（Amanollah Riggi）が彼に接触し、このミイラの元の持ち主はあるゾロアスター教徒の家族で、パキスタン国外からそれを持ち込んだと言ってきた。この仲立人もミイラは胸のプレートの銘文によるとクセルクセス1世の娘であると主張した。胸のプレートの楔形文字のテキストには、クセルクセス1世の父ダレイオス1世の時代に作られ、イラン・ケルマーンシャー州にあるベヒストゥン碑文の一節が含まれていた。
しかし、仲立人から送られた木棺の断片を放射性炭素年代測定にかけた結果、この木棺の放射年代値はわずか約250年であった。これにより、マスカレラは文化財の贋造を疑い、リッギとの連絡を断り、FBIを通じてインターポールにこういった事情を報告した。
イスラマバードのアジア文明研究所（Institute of Asian Civilizations）の責任者であるダニ教授はミイラの年代測定を行うと、木棺の時代よりも現代に近いということが分かった。ミイラの下に敷かれたマットの年代はさらに新しく、わずか5年ぐらいであった。彼はパキスタン国立博物館の学芸員であるアスマ・イブラヒム（Asma Ibrahim）と連絡を取り、より詳細な調査を委ねた。一方、贋造についての調査がパキスタンで始まったにもかかわらず、イランとタリバンはまだミイラの所有権を要求していた。さらに、タリバンはミイラをアフガニスタンから密輸出した「業者たち」を国内で逮捕した。
イブラヒムは2001年4月17日に調査報告書を発表した。報告によると、ミイラは偽物であると証明できる証拠は以下の通り。
- 胸のプレートに書かれている銘文のペルシャ語は文法的に正しくない。
- 銘文にある女性の名前はペルシャ式のワルデガウナ（Wardegauna）でなく、ギリシャ式のロードゥグーネとなっている。
- アガ・ハン大学病院で行われたコンピュータ断層撮影の結果によると、このミイラは古代エジプト式のミイラ製作法に従っていない。例えば、古代エジプトのミイラでは心臓は胸腔の中に留められるが、このミイラはすべての内臓が取り去られている。
- 紀元前のミイラなら腱はほとんど腐ってなくなっているはずだが、このミイラの腱はかなり残っている。

最後に、イブラヒムはこの「ペルシャ・プリンセス」の正体について、21 - 25歳の若い女性で、1996年ごろに頸部への鈍器による打撃で死亡。彼女の歯が死後に全部抜かれ、股関節・骨盤・脊柱も破壊された、と推測した。この報告書が発表された後、警察はこの謎めいた殺人事件を調査し始め、数人の容疑者をバローチスターン州で逮捕した。

## その後
エドヒー財団はこの遺体を引き取り、2005年8月5日に葬式を挙げたと発表した。政府による埋葬許可は下りていなかったが、それを待ち切れず、遺体は2008年前半に正式に葬られた。